# Matt Passmore
Matthew „Matt” Passmore (Brisbane, 1973. december 24.) ausztrál színész.

## Élete
A középiskola elvégzése után beállt a hadseregbe, de nem töltötte ki 5 éves szerződését. Miután leszerelt, egy amatőr színjátszó csoporthoz csatlakozott. 1998-ban megnősült, de később elvált a feleségétől. 2001-ben végzett az ausztrál National Institute of Dramatic Art-on. Karrierjét egy ausztrál gyerekműsorban, a Play Schoolban kezdte, majd színházi produkciókban, valamint ausztrál játékfilmekben, sorozatokban szerepelt. 2007-től a McLeod lányai című sorozat egyik főszereplője, karaktere szerint ő Marcus Turner, Alex féltestvére. Érdekesség, hogy korábban (6. évad 6. rész) már feltűnt a sorozatban epizódszereplőként, mégpedig Tess udvarlójaként. 2008-ban ugyanannak a sorozatnak a korábbi szereplője, Rachael Carpani a barátnője.

## Munkái
| Év         | Film               | Szerepe                         |
| ---------- | ------------------ | ------------------------------- |
| 2002.      | Játék az iskolában |                                 |
| 2003.      | Tuck and Cover     | Pete                            |
| 2003.      | Always Greener     | Pete 'The Love Professor' Jones |
| 2003.      | Blue Heelers       | Brad Fingleton                  |
| 2004-2005. | The Cooks          | Jake                            |
| 2005.      | Son of the Mask    | Network Hauptleiter             |
| 2005.      | Last Man Standing  | Cameron Kennedy                 |
| 2005.      | Ő Alice            | Tom (1 rész)                    |
| 2006.      | McLeod lányai      | Greg Hope (1 rész)              |
| 2007-2008. | McLeod lányai      | Marcus Turner                   |
| 2009.      | The Cut            | Andrew Telford                  |
| 2009.      | Underbelly         | Warwick Mobbs / Warrick Mobbs   |
| 2010-2013. | The Glades         | Jim Longworth                   |

## Filmjei
| Év    | Film                      | Szerepe       |
| ----- | ------------------------- | ------------- |
| 2005. | A Maszk fia               | Hálózatvezető |
| 2008. | Noir Drive                | Reilly        |
| 2014. | Gyere vissza hozzám       | Josh          |
| 2016. | Fegyvered a zsebemben     | Glenn Keely   |
| 2017  | Fűrész 8. - Újra játékban | Logan Nelson  |

## Külső hivatkozás
- Hivatalos oldal
- Matt Passmore a PORT.hu-n (magyarul)
- Matt Passmore az Internet Movie Database-ben (angolul)
- Matt Passmore a Rotten Tomatoeson (angolul)
- https://web.archive.org/web/20080504183518/http://www.mattpassmore.himmelfahrt.at/links.html
- https://web.archive.org/web/20080227060824/http://mcleodsdaughters.ninemsn.com.au/article.aspx?id=229942